# Protopunk
Sous-genres
Glam punk, garage punk, punk blues
Genres dérivés
Punk rock, post-punk
Le protopunk est un terme désignant un genre musical du milieu des années 1960 et du début des années 1970, considéré comme étant du punk rock avant l'heure ou, du moins, un précurseur du punk. On y retrouve tout ou partie des éléments constitutifs du punk (une musique rapide et rude, des chansons courtes, une instrumentation simplifiée, des guitares saturées, et des paroles souvent provocantes, revendicatives ou nihilistes) et parfois, aussi, une attitude ou un look emblématique du mouvement punk.
Par extension, ce terme est employé pour désigner les groupes ou musiciens jouant cette musique, ou ayant eu une influence, affirmée ou supposée, sur les artistes punk. D'une manière typique, tous les musiciens de protopunk ne se considèrent pas comme punk. En effet, le protopunk n'est pas un genre musical bien défini, puisqu'il a été créé a posteriori. Il embrasse une large palette de styles et éléments musicaux, en particulier le garage rock ou le pub rock.
Des groupes comme The Kinks, The Who, The Sonics, The Kingsmen, The Velvet Underground, MC5, The Stooges, Death, Alice Cooper, Hawkwind, New York Dolls, Suicide, The Modern Lovers, The Dictators ou Rocket from the Tombs, entre autres, font partie de ceux qui influenceront de manière significative le punk,,.

## Histoire

### Origines
La musique punk, au départ un sous-genre musical, puise certains de ses éléments dans les premières chansons de rhythm and blues et chez les musiciens de rockabilly. La chanson Love Me de The Phantom (pseudonyme de Jerry Lott), sortie en 1958, peut être considérée comme précurseur du son punk.
Au début et au milieu des années 1960, les groupes de garage rock, par la suite reconnus comme les fondateurs du punk rock, sont localisés dans différents endroits d'Amérique du Nord. The Kingsmen, un groupe garage originaire de Portland, dans l'Oregon, se fait connaître en 1963 grâce à une reprise de Louie Louie. The Sonics, de Tacoma, Washington, avec des chansons comme Have Love, Will Travel, Strychnine et Psycho, est l'un des premiers groupes protopunk.
Le surf rock, popularisé et développé par The Beach Boys et, surtout, par Dick Dale and his Deltones, inspire le garage et, plus tard, le punk rock,. C'est le cas notamment pour The Trashmen avec Surfin' Bird.
Le son minimaliste de la plupart des groupes de garage rock s'inspire de la British Invasion. Les singles des Kinks, You Really Got Me et All Day and All of the Night, sont considérés comme les « prédécesseurs » du genre. En 1965, The Who se popularisent rapidement avec leur single I Can't Explain, un clone virtuel des Kinks. En 1966, la popularité des groupes de garage rock décline pendant quelques années, mais le son agressif et l'attitude rebelle de groupes de « garage psych » comme The Seeds préservent le style de ces groupes qui deviendront plus tard les figures archétypes du protopunk. En 1971, l'écrivain Dave Marsh (en) utilise pour la première fois le terme de « punk-rock » pour décrire la musique du groupe garage ? and the Mysterians.
Les deux premiers albums du groupe Love, Love (1966) et en particulier Da Capo (1967), commencent à explorer un son protopunk avec des chansons comme 7 and 7 Is, leur seule chanson ayant obtenu le succès,. Arthur Lee de Love est considéré comme le « premier rockeur punk ». Mais Lee le prend mal, croyant que cette phrase le définissait comme « l'esclave de quelqu'un ou un truc comme ça ».

### Développement aux États-Unis
En janvier 1969, MC5, un groupe originaire de Détroit, fait paraître Kick Out the Jams. « Musicalement parlant, le groupe est intentionnellement agressif », d'après Lester Bangs du magazine Rolling Stone. En août de la même année, The Stooges, originaires d'Ann Arbor, font paraître leur album The Stooges. Selon l'auteur Greil Marcus, le groupe, mené par le chanteur Iggy Pop, reproduit le « son de la chanson Airmobile de Chuck Berry » (dont le vrai titre est en réalité You can't catch me) . L'album est produit par John Cale, un ancien membre du groupe expérimental The Velvet Underground. Plus globalement, tous les acteurs de la bruyante scène rock de Détroit, comme Grand Funk Railroad, Brownsville Station ou Death, jouent un rôle plus ou moins grand dans le développement du punk ou du hard rock.
Au début des années 1970, les New York Dolls décident de faire passer leur style rock 'n' roll des années 1950 à un autre niveau, qui sera plus tard connu sous le nom de glam punk. Au même moment, le mythique duo new-yorkais Suicide, qui réunit Alan Vega et Martin Rev, joue une musique expérimentale et minimaliste, souvent teintée de rockabilly, définissable comme une sorte d'électro-punk avant l'heure. Dans le Queens, The Dictators jouent du rock humoristique et font des reprises pleines d'énergie rageuse. À Boston, The Modern Lovers menés par Jonathan Richman sont popularisés grâce à leur style minimaliste. En 1974, une scène garage rock commence à se regrouper autour du club Rathskeller au Kenmore Square. Y participent des groupes tels que Real Kids, fondé par l'ancien membre des Modern Lovers John Felice ; Willie Alexander and the Boom Boom Band, dont le chanteur est un ancien membre du Velvet Underground où il officia pendant quelques mois en 1971 ; et Mickey Clean and the Mezz,,,. Dans l'Ohio, une petite scène underground émerge, menée par Devo originaire d'Akron et Kent, et par The Electric Eels, Mirrors et Rocket from the Tombs. Lorsque The Electric Eels et Mirrors se disloquent, The Styrenes émergent de ces séparations,.

### Développement international
Ces groupes américains créent des émules un peu partout dans le monde. À la fin des années 1960, le groupe britannique The Deviants joue dans un style psychédélique. En 1970, le groupe évolue en Pink Fairies, jouant dans une veine similaire.
Au Royaume-Uni, la vague glam rock du début des années 1970, incarnée par T. Rex et David Bowie, revient à l'urgence des premiers temps du rock 'n' roll. Dans les années qui suivent, la scène pub rock, où l'on trouve Dr. Feelgood, Eddie and the Hot Rods ou les The 101'ers, ouvre la voie aux futurs groupes punks anglais. En Allemagne, ce sont les groupes krautrock, plus expérimentaux, qui jouent ce rôle, tels Can et Neu!. En France, les Dogs et Bijou s'inspirent des Velvet Undeground, MC5 et autres Stooges. En Australie, Radio Birdman et The Saints émergent au même moment que les Ramones aux États-Unis.

## Groupes protopunk
Liste de groupes considérés comme protopunk, ou ayant eu une influence, plus ou moins grande, sur le punk-rock.

### États-Unis
- Alice Cooper
- Big Star
- Brownsville Station
- Captain Beefheart
- Count Five
- Death
- The Dictators
- The Doors
- The Flamin' Groovies
- The Fugs
- Richard Hell
- The Kingsmen
- Love
- MC5
- The Modern Lovers
- The Monks
- Neon Boys
- New York Dolls
- Question Mark and the Mysterians
- The Real Kids
- Lou Reed
- Paul Revere and the Raiders
- Rocket from the Tombs
- The Seeds,
- The Stooges
- Shadows of Knight
- Patti Smith
- The Standells
- Suicide
- The Sonics
- Television
- The Trashmen
- The Velvet Underground

### Royaume-Uni
- The 101'ers
- The Animals
- David Bowie
- Brinsley Schwarz
- Cock Sparrer
- The Deviants (groupe)
- Dr Feelgood
- Eddie and the Hot Rods
- Faces
- Hawkwind[25]
- The Kinks
- Mott the Hoople
- The Move
- Pink Fairies
- Roxy Music
- The Stranglers
- Them
- The Troggs
- The Who
- T. Rex

### Allemagne
- Can
- Neu!
- Ton Steine Scherben

### France
Starshooter (1er album)
Edith Nylon
Little Bob Story
Metal Urbain
Hector
Vince Taylor

### Australie
- Radio Birdman
- The Saints

### Pérou
- Los Saicos[26]